# Schwarzer Spitzschwanzmakropode
Der Schwarze Spitzschwanzmakropode (Pseudosphromenus cupanus) ist ein asiatischer Süßwasserfisch aus der Gruppe der Labyrinthfische (Anabantoidei), der in Südindien und auf Sri Lanka und möglicherweise auch in Bangladesch vorkommt. Die Art gilt als ungefährdet.

## Merkmale
Die Fische erreichen eine Länge von 6,5 bis 7,5 cm. Sie haben einen gestreckten, seitlich leicht abgeflachten Körper. Rücken- und Afterflosse sind lang und am Ende der weichstrahligen Abschnitte ein wenig ausgezogen. Die Schwanzflosse endet in einer Spitze. Farblich sind die Tiere sehr variabel. Vorherrschend sind eine dunkelbraune oder heller rötliche Färbung kombiniert mit einem grünlichen Schimmer, der besonders auf dem Kopf und den Kiemendeckeln hervortritt. Bei einigen Populationen sind auf den Körperseiten zwei oder drei dunkle Längsbinden sichtbar. Die Augen sind rot. Die Bauchflossen sind orange oder rot, die übrigen Flossen sind hellgrau mit dunklen oder bläulichen Rändern. Die Afterflosse und der untere Abschnitt der Schwanzflosse zeigen oft Reihen roter Punkte oder sind an den Rändern rot. An der Schwanzflossenbasis findet sich oft ein dunkler Fleck. Weibchen werden zur Fortpflanzungszeit sehr dunkel, fast schwarz. Ihre unpaaren Flossen sind weniger spitz ausgezogen.
- Flossenformel: Dorsale XIV–XVII/5–7, Anale XVI–XIX/9–11, Pectorale 11–12, Ventrale I/5.[1]
- Schuppenformel: mLR: 29–32.

## Lebensweise
Der Schwarze Spitzschwanzmakropode bewohnt stark bewachsene und langsam fließende kleine Flüsse, Gräben und Reisfelder in Küstennähe und ernährt sich von Insekten und Zooplankton. Zur Fortpflanzung baut die Art ein Schaumnest an der Wasseroberfläche, oft unter einem Blatt. Während des Laichens umschlingt das Männchen das Weibchen und die Fische drehen sich so, dass der Bauch des Weibchens zur Wasseroberfläche gerichtet ist. So werden innerhalb von einer halben Stunde bis zu 300 Eier abgegeben, die auf der Afterflosse des Männchens liegen bleiben oder herabsinken. Männchen und Weibchen sammeln die weißlichen Eier mit dem Maul auf, versehen sie durch Kaubewegungen mit einer Schicht feiner Luftblasen, so dass sie leichter werden, und spucken sie ins Schaumnest. Hin und wieder bauen die Männchen ein zweites Schaumnest und setzen die Eier dahin um. Die Larven schlüpfen schon nach etwa 30 Stunden und die Jungfische verlassen das Schaumnest nach drei bis sechs Tagen und schwimmen frei.

## Systematik
Der Schwarze Spitzschwanzmakropode wurde im Jahr 1831 durch den französischen Naturforscher Georges Cuvier unter der Bezeichnung Polyacanthus cupanus erstmals wissenschaftlich beschrieben. Als Typenfundort wurde der Arian-Coupang River bei Puducherry in Indien angegeben. Im Jahr 1879 wurde der Spitzschwanzmakropode zur Typusart der Gattung Pseudosphromenus, die durch den niederländischen Ichthyologen Pieter Bleeker eingeführt wurde. Neben dem Schwarzen Spitzschwanzmakropoden gehört zur Gattung nur noch der in Südindien vorkommende Rote Spitzschwanzmakropode (Pseudosphromenus dayi).

## Belege
1. 1 2 3  Hans-Joachim Richter: Das Buch der Labyrinthfische. Verlag J. Neumann-Neudamm, 1983, ISBN 3-7888-0292-8, S. 61 u. 62.
2. ↑  Rahman, A.K.A., 1989. Freshwater fishes of Bangladesh. Zoological Society of Bangladesh. Department of Zoology, University of Dhaka.
3. ↑  Pseudosphromenus cupanus in der Roten Liste gefährdeter Arten der IUCN 2011. Eingestellt von: Abraham, R., 2010. Abgerufen am 5. November 2019.
4. ↑  Günther Sterba: Süsswasserfische der Welt. 2. Auflage. Urania, Leipzig/Jena/Berlin 1990, ISBN 3-332-00109-4, S. 867.
5. ↑  Pseudosphromenus cupanus auf Fishbase.org (englisch)
6. ↑  Pseudosphromenus cupanus im Catalog of Fishes (englisch)
7. ↑  Pseudosphromenus im Catalog of Fishes (englisch)
8. ↑  Pseudosphromenus dayi auf Fishbase.org (englisch)